# Karzeł Tukana
Karzeł Tukana (również PGC 69519) – karłowata galaktyka sferoidalna znajdująca się w konstelacji Tukana w odległości około 2,9 miliona lat świetlnych od Ziemi. Została odkryta w 1990 roku w Obserwatorium Mount Stromlo przez R. J. Lavery’ego. Galaktyka ta należy do Grupy Lokalnej.